# سبدية
السُّبَد (الجمع: سِبْدَان) أو الضُّوَع (الواحدة: ضُوَعَة) (الاسم العلمي: Caprimulgidae) هو طائر ليلي أو شفقي متوسط الحجم ينتمي للفصيلة السبدية ورتبة السبديات، وهو من الطيور التي تتمتع بأجنحة طويلة وأرجل قصيرة ومناقير قصيرة جدًا. ويُطلق على بعض أنواع العالم الجديد اسم صقر الليل[بحاجة لمصدر].

## التسمية
تسمى الفصيلة في بعض المراجع بالسُّبَدِيَّات.

## النطاق
يعيش السبد في كافة أرجاء العالم.

## السلوك والغذاء
وينشط في الليل وفي الصباح الباكر والمساء، ويتغذى بصورةٍ رئيسة على البَشَّارَة (الفراشة) وحشراتٍ طائرة أخرى كبيرة الحجم.

## الوصف
ولمعظم طيور السبد أرجل صغيرة قلَّ ما تستخدم للمشي، وأجنحتُها طويلة مدببة. وريشُها الناعم المُلون يُموهُها فتشبه لحاء الشجر أو أوراقه. وتلزم بعض أنواع السبد مكانها على محاذاة أفرُع الشجر، على غير عادة الطيور الأخرى التي تحُط بعرض الأفرع. الأمر الذي يساعدها في الاختباء خلال النهار.

## الموئل وخصوصية الفصيلة
ويُعد نبات السرخس بيئته المفضلة. وطائر Common Poorwill نوع فريد من هذه الطيور حيث يدخل في مرحلةٍ أشبه بمراحل السبات الشتوي، فيصبح جسمه باردًا وتنخفض حرارته لأسابيع أو حتى شهورٍ، وتدخل أنواع أخرى من طائر السبد في حالةٍ من الخدر (السبات) ولكن لفتراتٍ أقصر.

## التكاثر
غالباً ما يبني السبد أعشاشه على الأرض (الأفحوص) وتضع أنثى السبد بيضة أو بيضتين منقوشتين على الأرض مباشرة. وزعم بعضهم أن طائر السبد ينقل بيضه وصغاره من الأعشاش في حالات الخطر عن طريق حملهم في فمه. وتكرر هذا الزعم عدة مرات في كتبٍ في علم الطيور، وقد يحدث هذا عَرَضًا، ولكن الدراسات عن طائر السبد كشفت نقص أدلة دامغة تَدعم هذه الفكرة.

## تحدي البقاء
وتُعد إمكانية استنباط إستراتيجيات البقاء لبعض أنواع السبد تحديًا مألوفًا كما هو الحال مع عائلاتٍ أخرى من الطيور التي يصعُب رؤيتها، ولا يمتلك الإنسان في بعض حالات البيانات الكافية فيما إذا كان الطائر نادرًا أم لا. ولا يعني هذا التواني أو عدم بذل المجهود الكافي. وإنما يعكس مدى صعوبة تحديد موقع عددًا صغيرًا من أنواع هذا الطائر والتحقق من أمرها من مجمل الأنواع التي تبلغ حوالي عشرة آلاف نوع حول العالم الأمر الذي يحول دون معرفة الإنسان المزيد عنها. ومثال جيد على ذلك السبد الفاوري (Vaurie) الذي يعيش في الصين جنوب غرب شينجيانغ. الذي تعامل معه الباحثون كعينةٍ لمرةٍ واحدةٍ فحسب وكان ذلك في عام 1929. كما فشلت محاولات دراسته في سبعينيات القرن الماضي وتسعينياته لعدم العثور عليه. ومن المحتمل بنسبةٍ كبيرة أنه قد تطور ليصبح نوعًا آخر تستطيع طيور السبد الفاوري في البرية وحدها التعرف عليه دون الإنسان. وكنتيجةٍ لذلك، لا يعرف العلماء حقيقة إذا كان انقرض أو مُعرض للانقراض أو حتى منتشِر محليًا.

## الأجناس
- سبد (منها سبد أوروبي)
- خرديل

## الصور

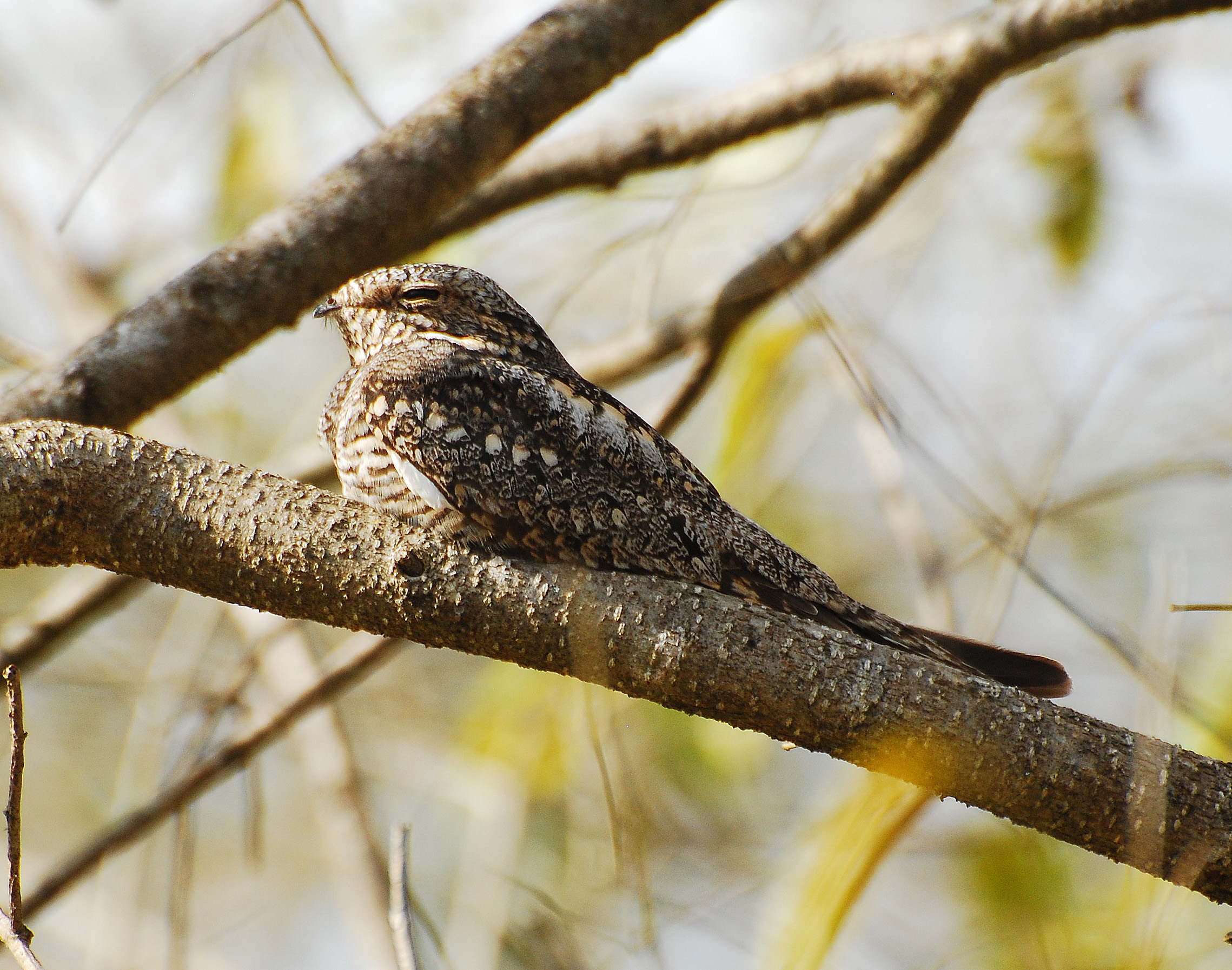
الخرديل الأصغر (Lesser Nighthawk)
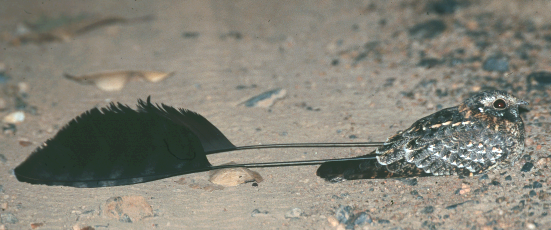
السبد ذو الأجنحة العادية (Standard-winged Nightjar)
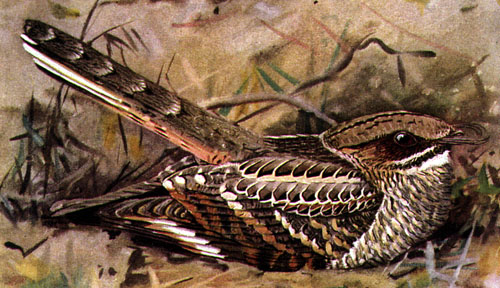
البوراك (Pauraque)
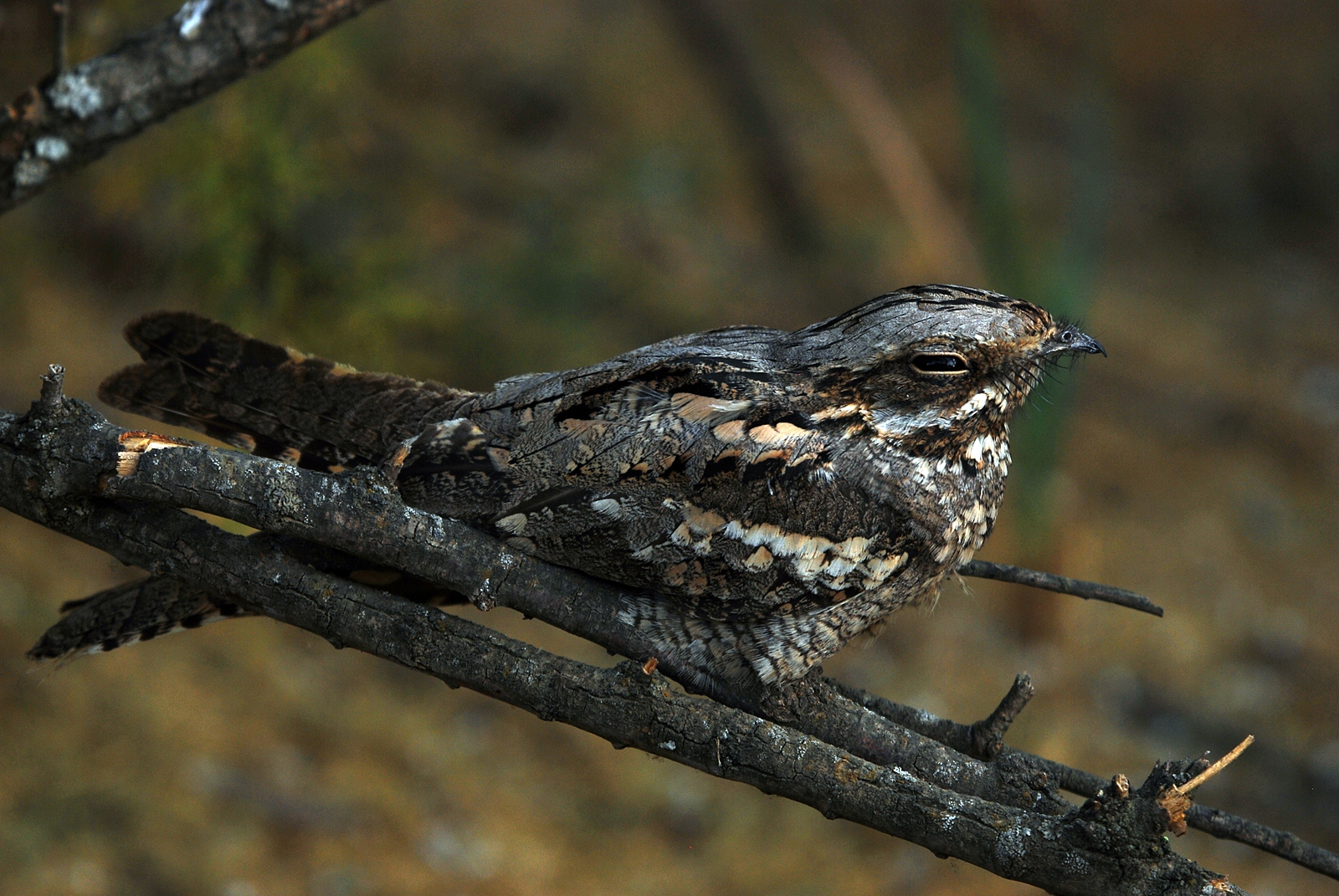
السبد